# 6550 Parléř
6550 Parléř eller 1988 VO5 är en asteroid i huvudbältet som upptäcktes den 4 november 1988 av den tjeckiske astronomen Antonín Mrkos vid Kleť-observatoriet i Tjeckien. Den är uppkallad efter Peter Parler.